# جبل تورينا
يقع جبل تورينا في منطقة لومبارديا ويبلغ ارتفاعه 2,911 مترًا عن سطح البحر، يفصل وادي سيريانا العلوي عن وادي بيلا، حيث تمتد البحيرة التي تحمل اسم الوادي نحو فالتيلينا. ينبع نهر سيريو من جبل تورينا.